# Château de Rocca Calascio
Le château de Rocca Calascio est une forteresse située à Calascio, dans les Abruzzes en Italie.
Situé à une altitude de 1 460 mètres, le château est la plus haute forteresse des Apennins.
Il est construit en pierres de maçonnerie dans un but uniquement militaire pour cantonner des troupes. Il se trouve dans le parc national du Gran Sasso e Monti della Laga en bordure du Campo Imperatore.

## Historique
Sa construction a débuté au Xe siècle avec une simple tour d'observation. Le mur d'enceinte avec quatre tours cylindriques a été rajouté au XIIIe siècle autour de la construction originelle. Le château n'a jamais eu à subir de bataille, il a subi des dégradations à la suite d'un séisme en novembre 1461.

## Cinéma
Le château a servi de cadre en 1985 aux films Le nom de la rose et Ladyhawke, la femme de la nuit[réf. souhaitée].

## Galerie

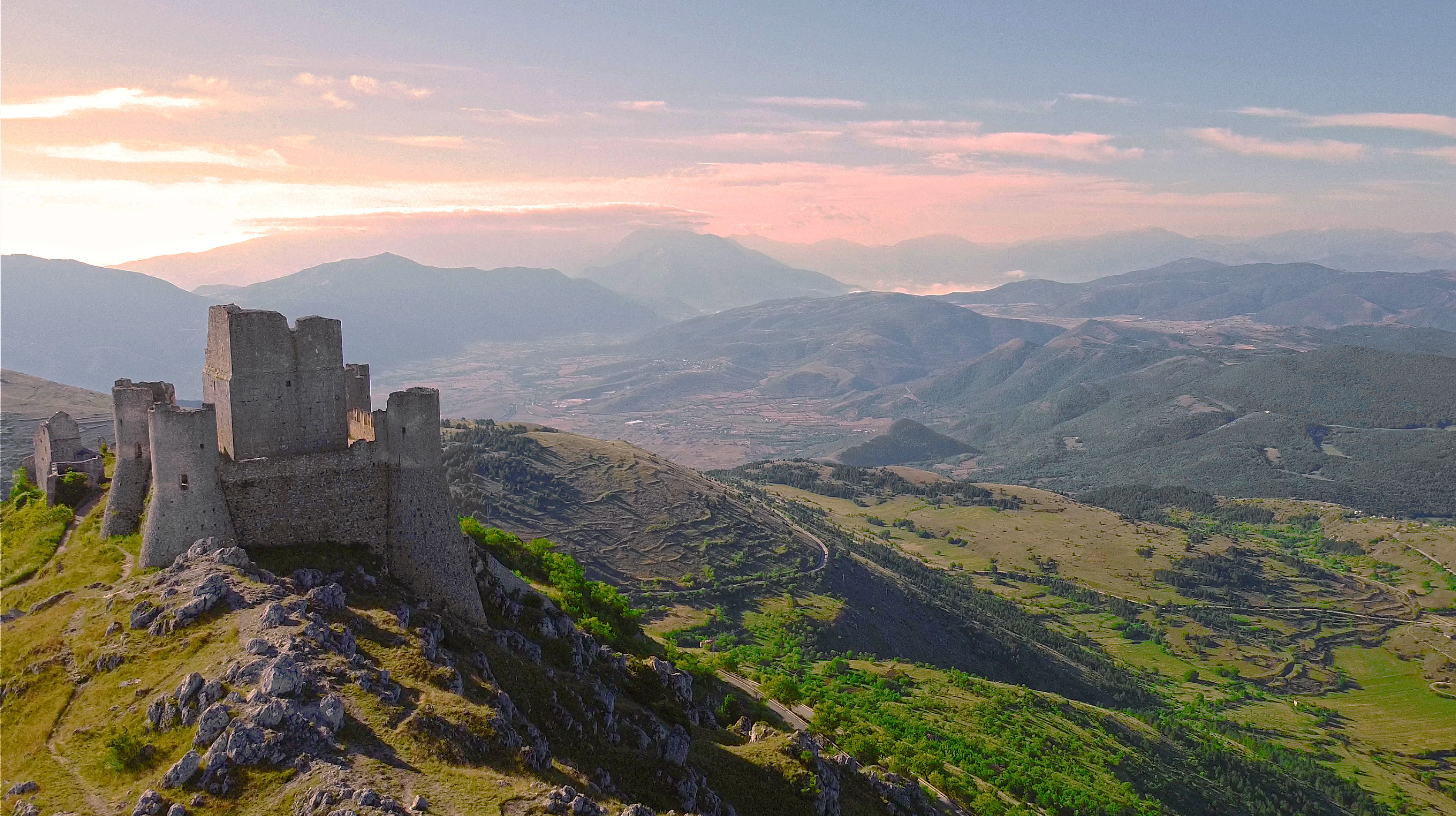
Le château de Rocca Calascio vu d'un drone
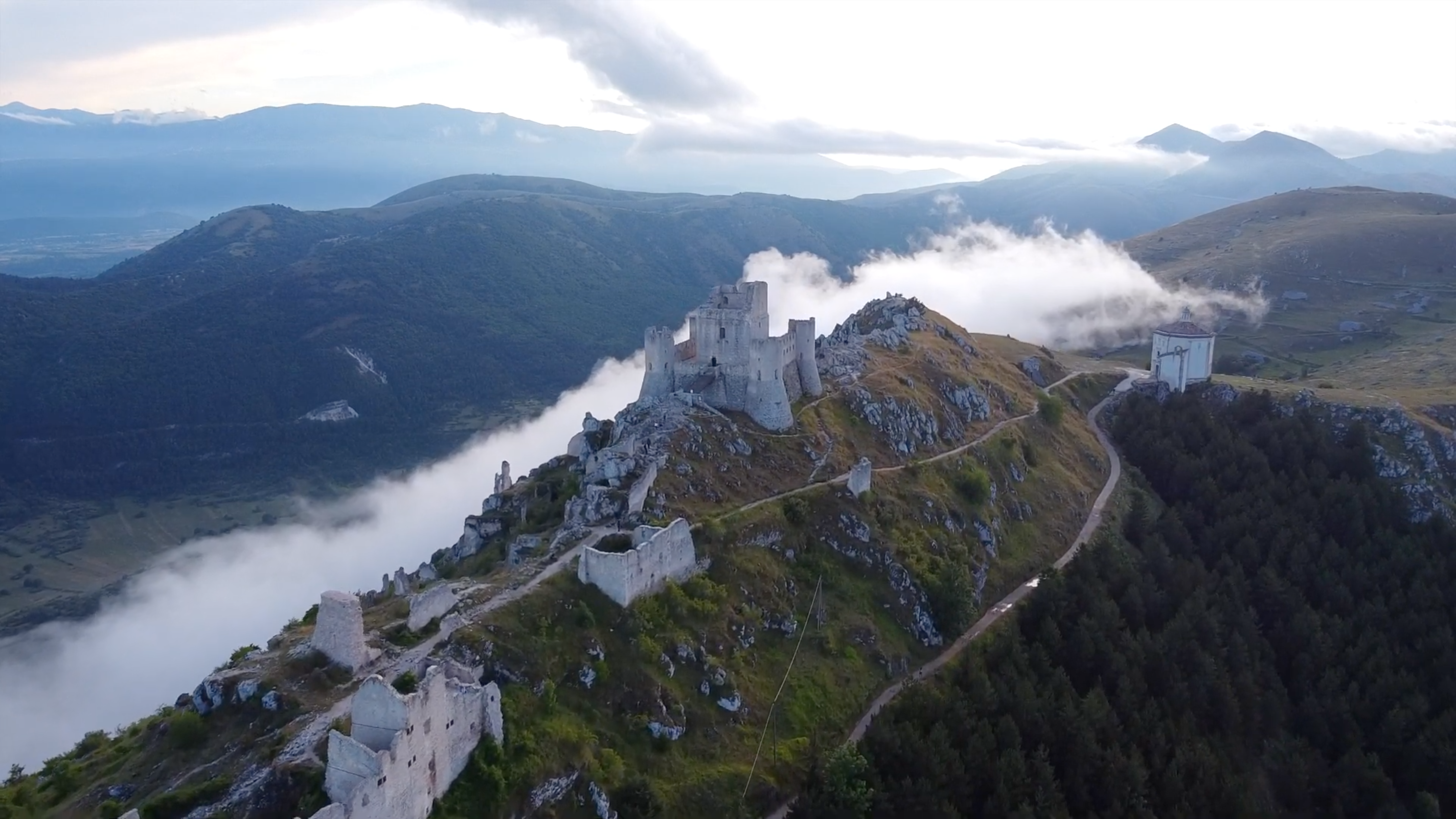
Le château de Rocca Calascio vu d'un drone
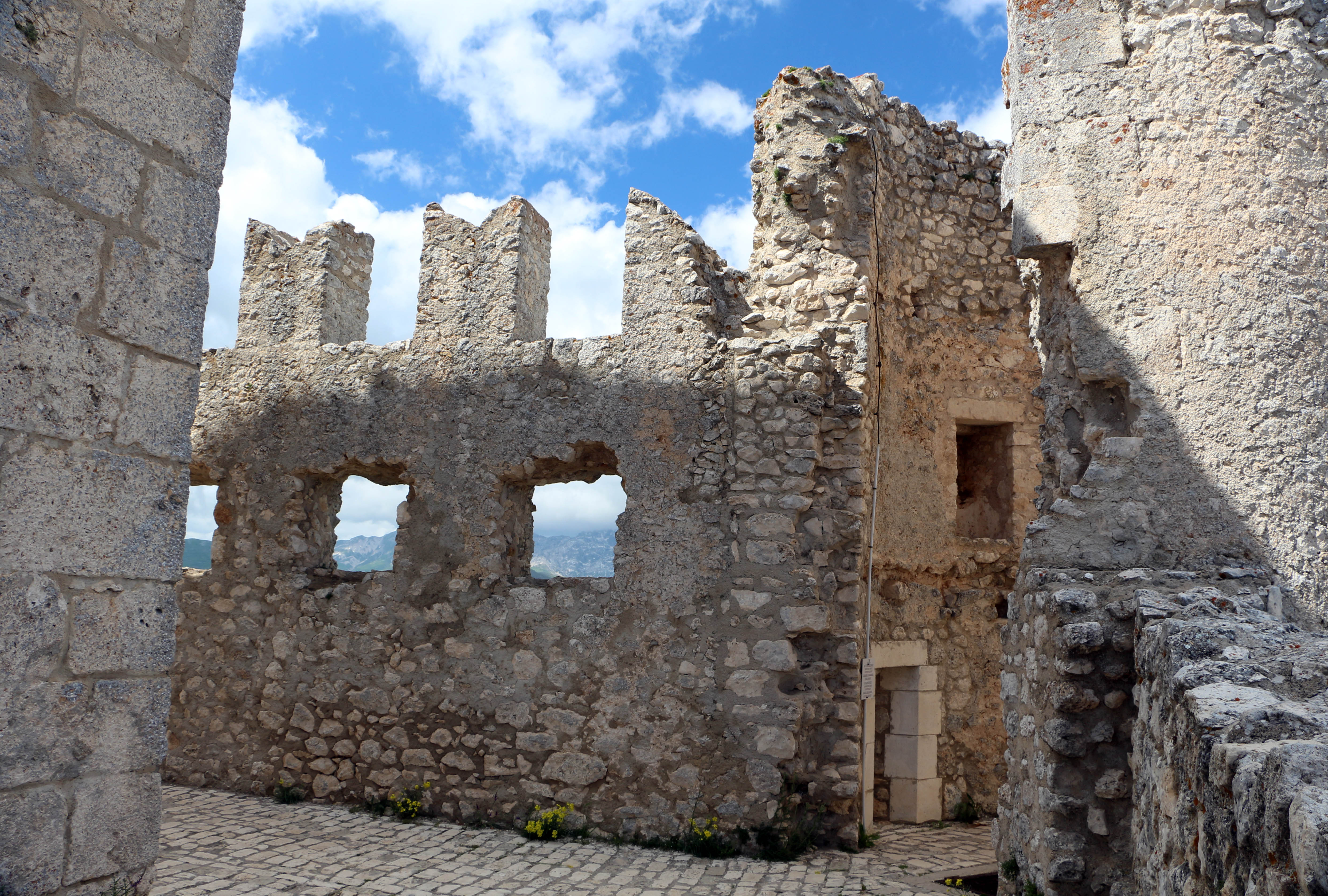
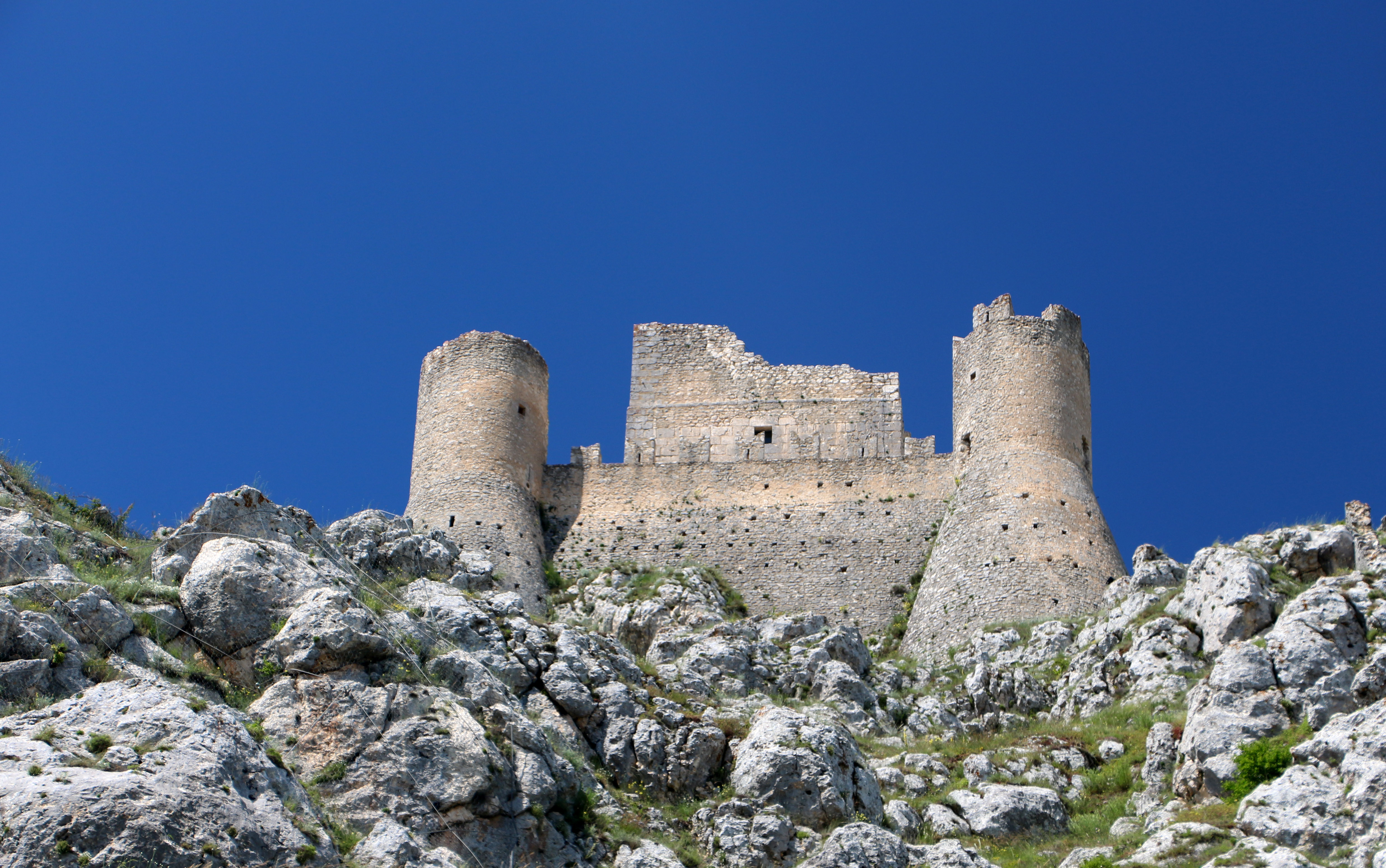
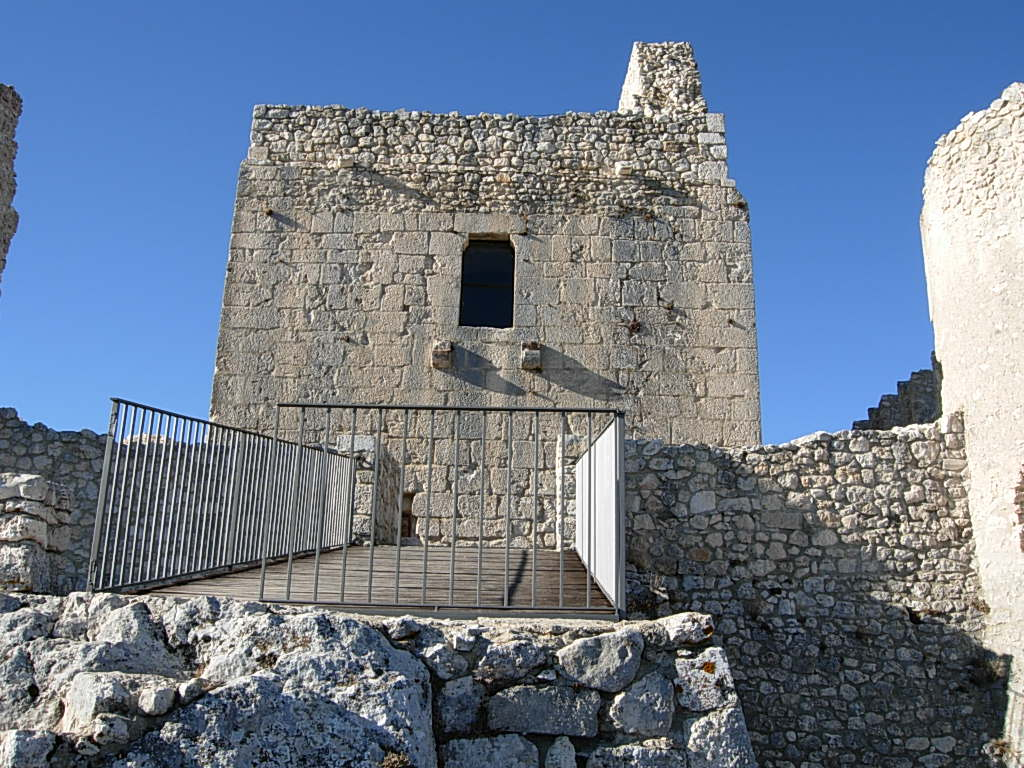
Le pont-levis du château
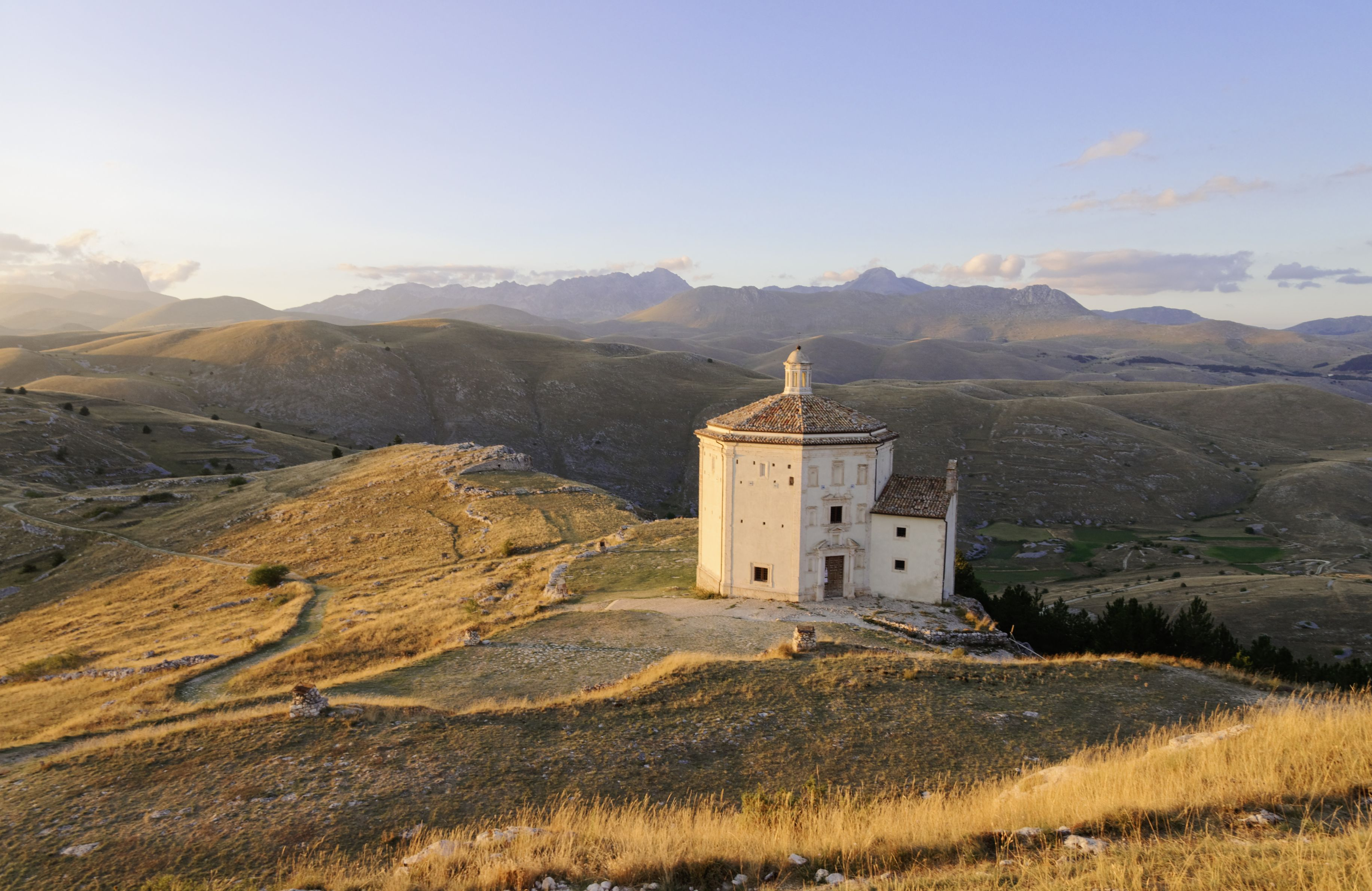
Chiesa di Santa Maria della Pietà
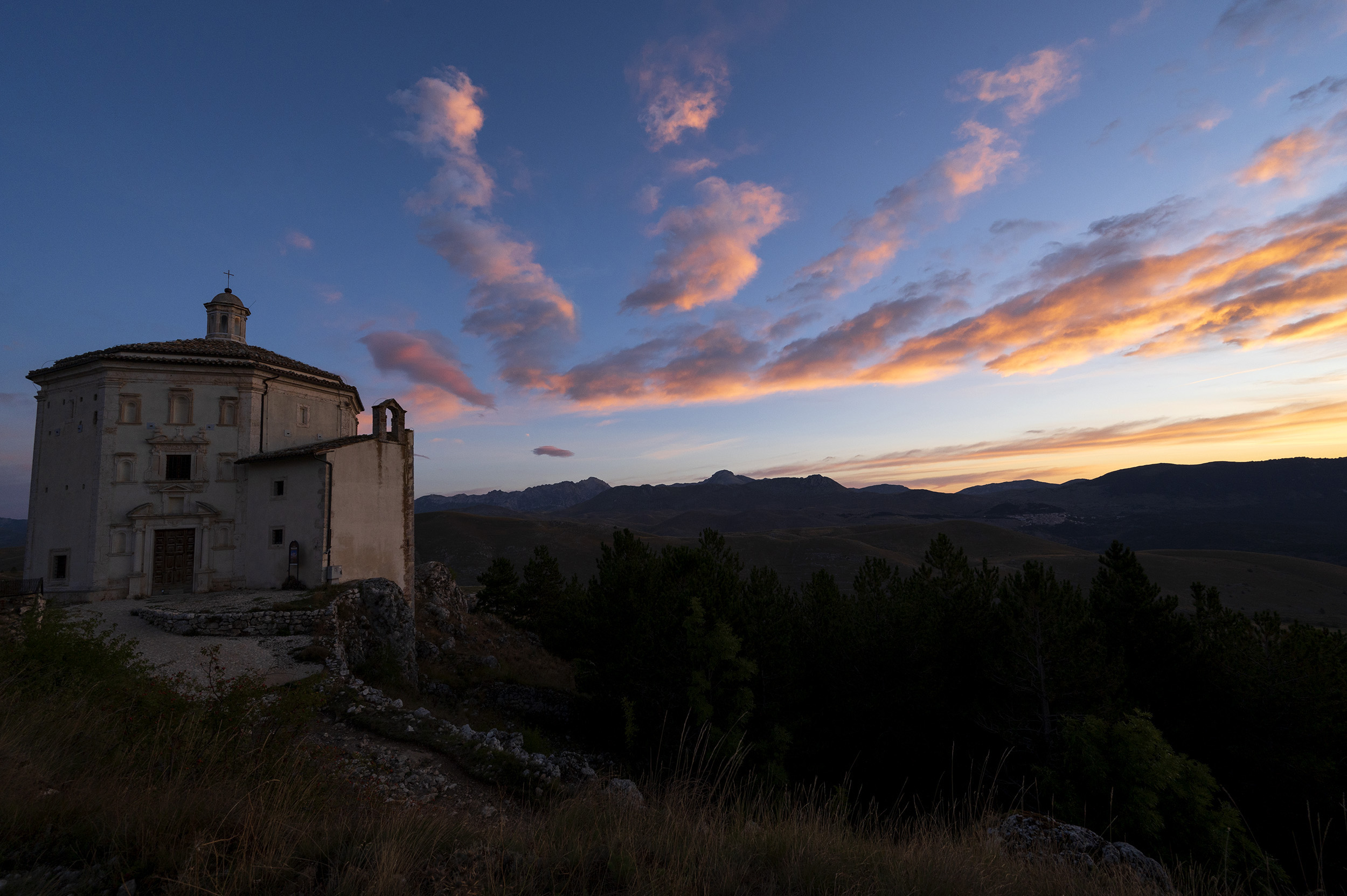
Wiki Loves Monuments Italia 2023 (it)